# Нижние Юраши
Нижние Юраши — деревня в Граховском районе Удмуртии, входит в Лолошур-Возжинское сельское поселение.

## История
С 01.03.1932 по 01.08.1957 Нижние Юраши учитывались в составе Мещеряковского сельсовета, с 01.06.1965 учтена в Лолошур-Возжинским сельсовете

## География
Расположена на правом берегу реки Юрашка в 14 км к юго-западу от Грахово.

## Население
| 2010 | 2012 |
| ---- | ---- |
| 198  | ↘197 |

Проживают удмурты

## Инфраструктура
Сельский дом культуры

## Транспорт
Автодорога местного значения Грахово — Лолошур-Возжи — Нижние Юраши